# ماركوس يوهانسون (لاعب هوكي الجليد)
ماركوس يوهانسون (بالسويدية: Marcus Johansson)‏ (و. 1990  م) هو لاعب هوكي الجليد، من السويد، شارك في الألعاب الأولمبية الشتوية 2014، يلعب كمهاجم ‏.

## روابط خارجية
- ماركوس يوهانسون على موقع دوري الهوكي الوطني (الإنجليزية)
- ماركوس يوهانسون على موقع EliteProspects.com (الإنجليزية)
- ماركوس يوهانسون على موقع Eurohockey.com (الإنجليزية)
- ماركوس يوهانسون على موقع HockeyDB.com (الإنجليزية)
- ماركوس يوهانسون على موقع Hockey-Reference.com (الإنجليزية)
- ماركوس يوهانسون على موقع أوليمبيديا (الإنجليزية)
- ماركوس يوهانسون على موقع اللجنة الأولمبية السويدية (السويدية)